# Chazuke

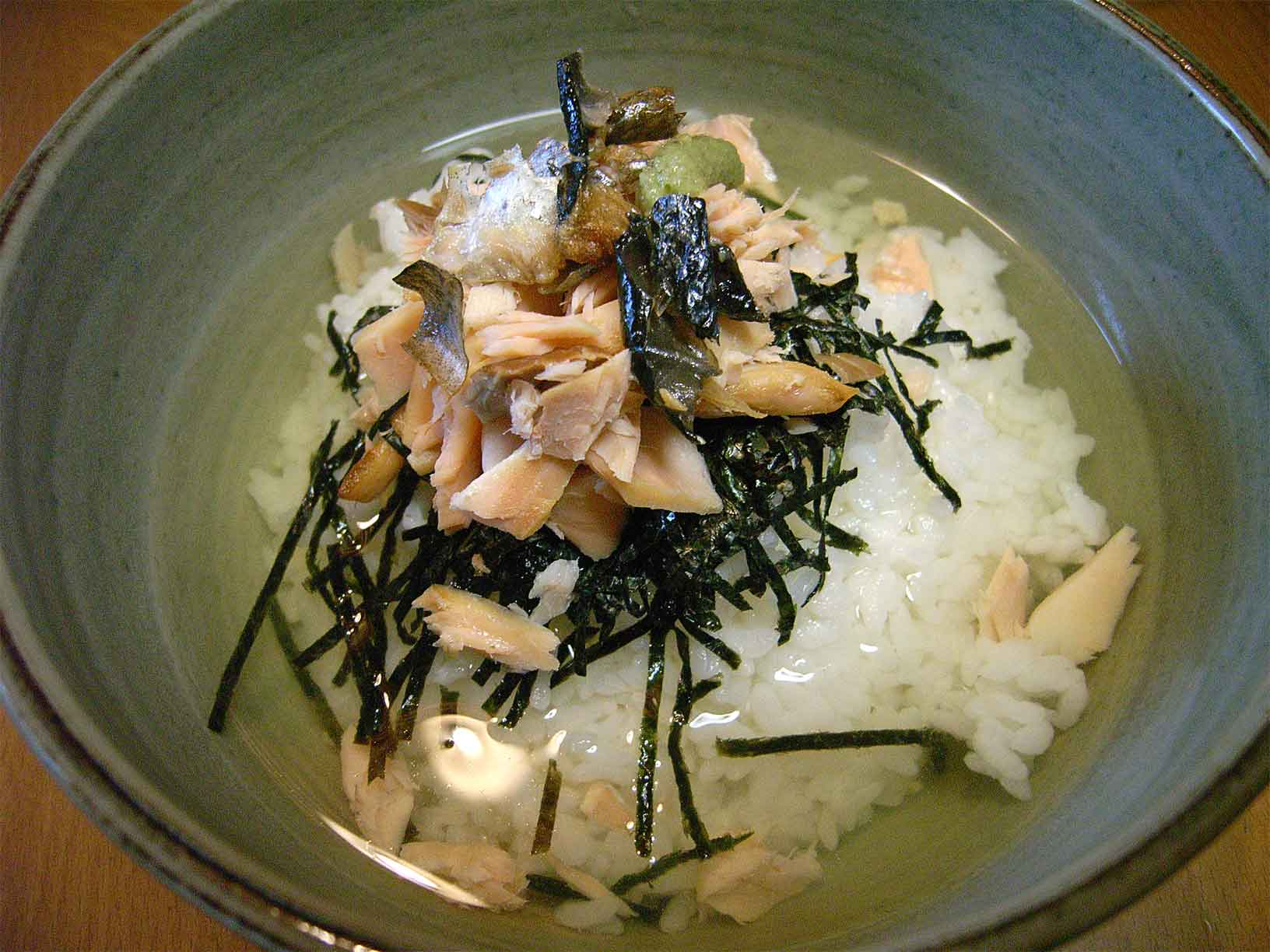
Ochazuke

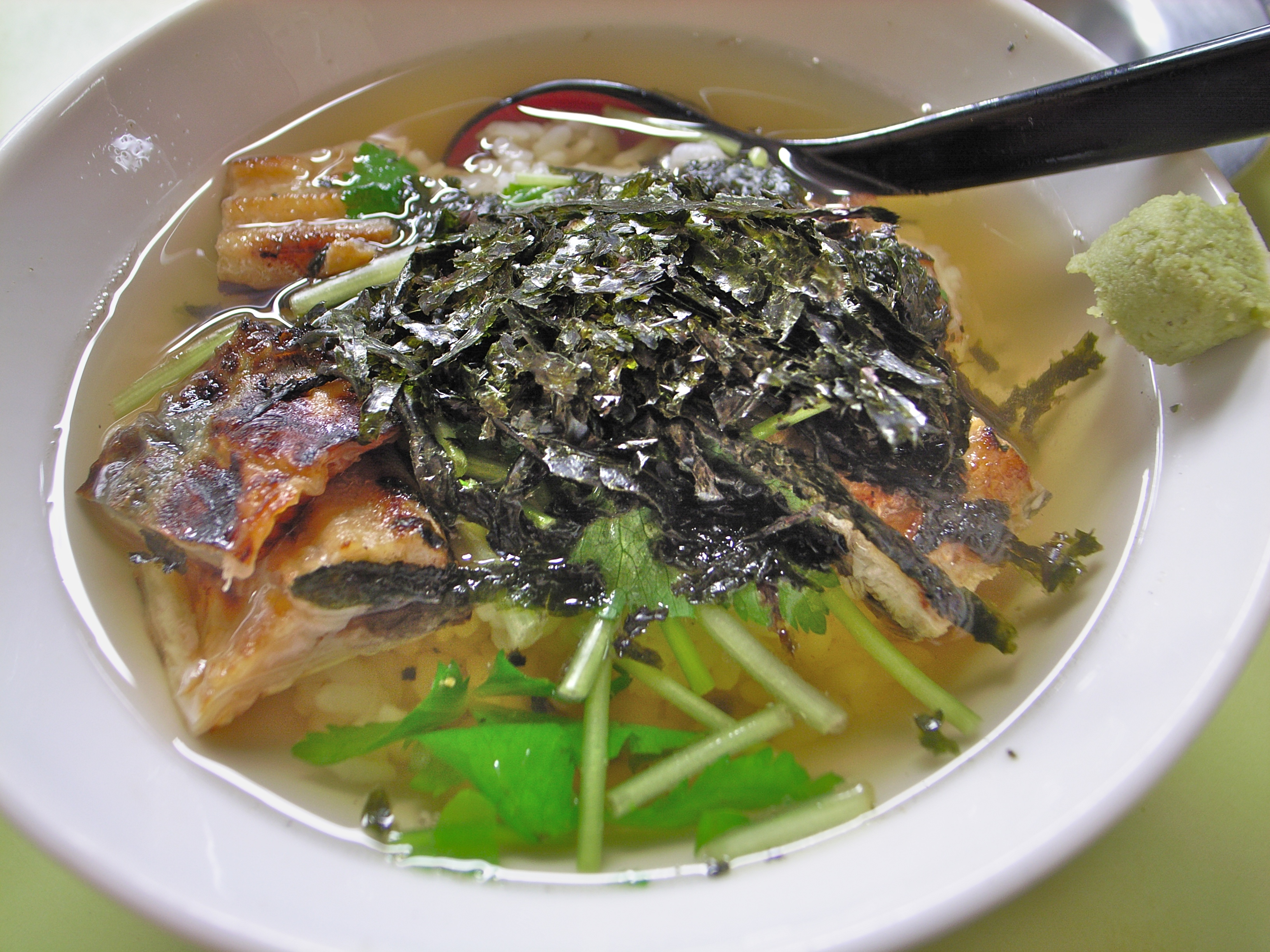
Ochazuke

Chazuke (茶漬け,ちゃづけ) hoặc ochazuke (お茶漬け, từ (o) cha ' trà ' + tsuke 'nhấn chìm') là một món ăn Nhật Bản đơn giản làm bằng cách rót trà xanh, dashi hoặc nước nóng qua cơm.
Lớp ở trên thường gặp bao gồm dưa chua Nhật Bản  (tsukemono), umeboshi, nori (rong biển), furikake, hạt mè, tarako và mentaiko (trứng cá minh thái ướp), cá hồi muối, shiokara (hải sản ngâm), hành lá và wasabi.
Chazuke cung cấp một cách tốt để sử dụng cơm thừa như một món ăn nhanh vì món ăn này rất dễ làm. Nó còn được gọi là cha-cha gohan.
Món ăn này lần đầu tiên trở nên phổ biến trong thời Heian, khi nước thường được rót qua cơm, nhưng bắt đầu từ thời Edo, trà thường được sử dụng thay thế.
Ở Kyoto, ochazuke được gọi là bubuzuke.  Kể từ những năm 1970, "ochazuke" ngay lập tức, bao gồm các loại topping khô đông lạnh và gia vị, đã trở nên phổ biến.